# Johan Renck
Bo Johan Renck (Uppsala, 5 december 1966) is een Zweedse regisseur en voormalig muzikant. Als dance-muzikant stond hij bekend onder zijn artiestennaam Stakka Bo.

## Leven
Johan Renck is de zoon van de Zweedse professor in de geneeskunde Hans Renck en verpleegster Marina Kylberg. En hij is de kleinzoon van medicus en politicus Lorentz Renck en psychiater Elin Wingqvist-Renck. Tijdens zijn jeugd verhuisde het gezin vaak vanwege het werk van zijn vader. Hun ankerpunt was het zomerhuis van zijn ouders in Torekov in Skåne (zuid-Zweden).
Johan Renck is afgestudeerd in Bedrijfseconomie aan de Handelshogeschool van Stockholm.
Sinds 2013 is Johan Renck gehuwd met Elin Renck en zij hebben vier kinderen. Het gezin woont in New York.

## Werk

### Muziek
Begin jaren negentig vormde hij samen met Martin Eriksson - beter bekend als E-Type - het Eurodance-duo E-Type + Stakka B. Dit stel gaf een half dozijn nummers uit,  waaronder "Numania 1", waar ook Rencks latere vriendin Camilla "La Camilla" Henemark aan meedeed. Renck produceerde ook haar solo-debuut Everytime You Lie. Toen Renck vervolgens inzette op een solocarrière, veranderde hij zijn artiestennaam van Stakka B in Stakka Bo. 
Zijn internationaal grootste hit Here we go stond door heel Europa heen in de hitlijsten. In België en Nederland was dit zijn enige en slechts een bescheiden hit (resp., een 45e en 23e plaats in de lijsten). Nana Hedin zong het refrein, maar in de video bij dit nummer werd haar rol vertolkt door de playbackende Alma Jansson, ondersteund door andere modellen. Nadien  werkte NaNa nog 10 jaar met E-type samen.

### Regisseur

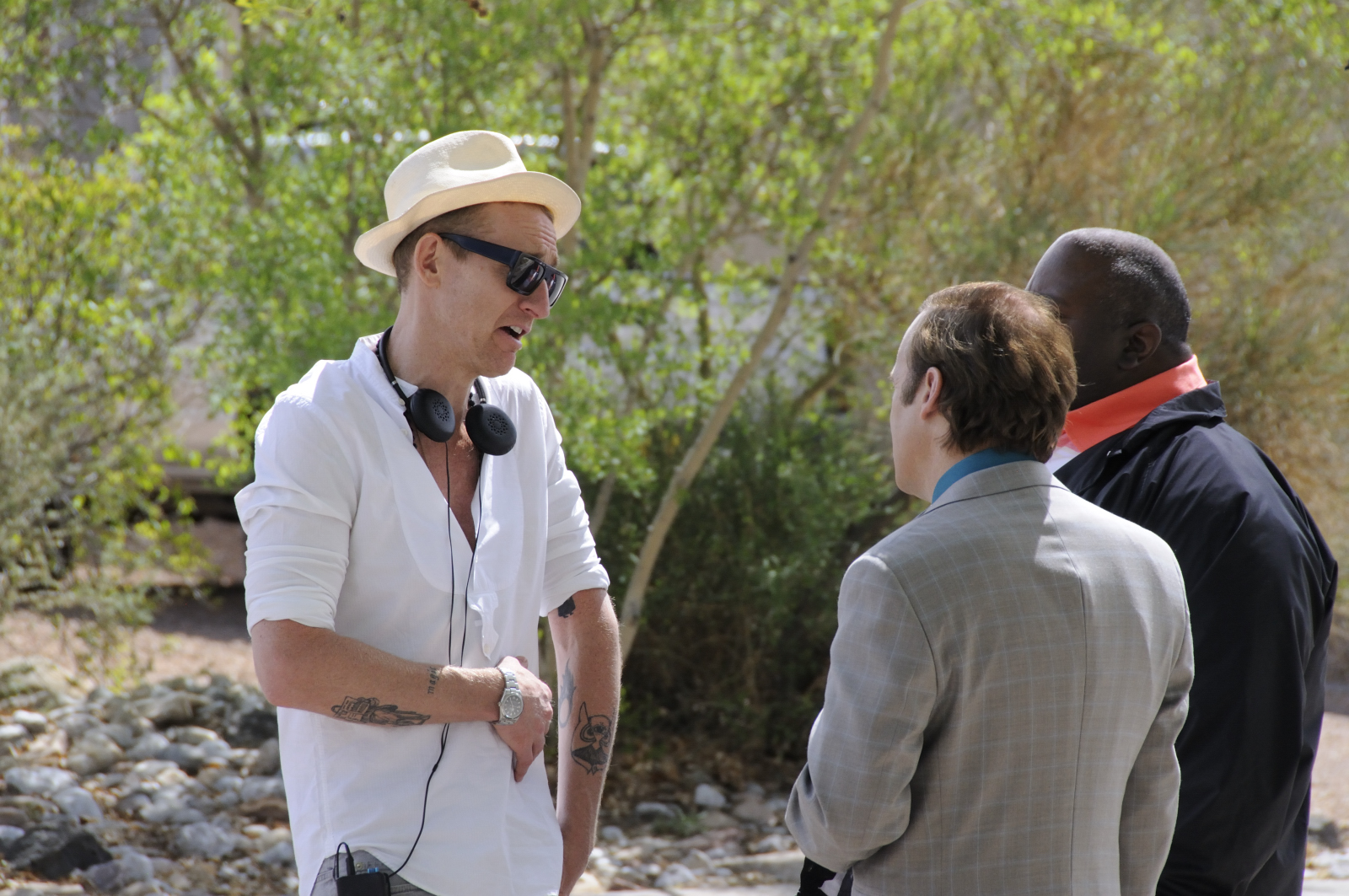
Johan Renck (links) samen met Bob Odenkirk en Lavell Crawford tijdens de opname van Breaking Bad in 2011
(foto: Irmin Wehmeier)

In de jaren negentig werd Renck bekend als regisseur van muziekvideo's. Hij regisseerde onder meer clips van  Madonna, Suede, Chris Cornell, All Saints, Kylie Minogue, Beyoncé, Robbie Williams, Kent en The Cardigans. In 2015 regisseerde hij David Bowie's 10 minuten durende muziekvideo Blackstar. In 2016 regisseerde hij ook Bowie's video bij Lazarus.
Renck heeft ook een aantal commercials gemaakt voor modehuizen, zoals Chanel, Fendi, Givenchy, Yves Saint Laurent en Valentino.
In 2008 maakte hij zijn debuut als speelfilmregisseur met de Amerikaanse speelfilm Downloading Nancy. Renck regisseerde verschillende Amerikaanse televisieseries, waaronder drie afleveringen van de spraakmakende serie Breaking Bad: aflevering 5 van seizoen 2  ("Breakage"), aflevering 5 van het derde seizoen ("Mas") en aflevering 8 in seizoen 4 ("Hermanos"). Hij regisseerde ook aflevering 4 van het eerste seizoen van de tv-serie The Walking Dead ("Vatos" uit 2010). Daarnaast regisseerde Renck de pilots voor Vikings (2013), Bloodline (2015) en de serie Shut Eye, die in het najaar van 2016 in Amerika in première ging.
In 2015 regisseerde Renck de ministerie The Last Panthers die draaide rond een waar gebeurde diamantenroof en werd toegeschreven aan een maffiasyndicaat van de Balkan. De serie verscheen op HBO; onder andere, Samantha Morton, Tahar Rahim en John Hurt in speelden er rollen in. Deze serie werd genomineerd voor een BAFTA Award voor Beste Dramaserie. In 2019 regisseerde Johan Renck een miniserie voor HBO: Chernobyl. Die serie draait om het ongeluk in Tsjernobyl in 1986. Stellan Skarsgård, Jared Harris en Emily Watson spelen de hoofdrollen. In september 2019 kreeg Renck voor deze serie de Primetime Emmy Award for Outstanding Directing for a Limited Series, Movie, or Dramatic Special.

## Filmografie (selectie)
- 2008- Downloading Nancy
- 2010 - The Walking Dead (tv-serie) (één aflevering)
- 2009-2011 - Breaking Bad (tv-serie) (drie afleveringen)
- 2013 - Vikings (tv-serie) (drie afleveringen)
- 2014 - Ettor och nollor (One and Zero; Zweeds) (tv-serie)
- 2014 - Halt and Catch Fire (tv-serie) (één aflevering)
- 2015 - Bloodline (tv-serie) (twee afleveringen)
- 2015 - The Last Panthers (tv-serie) (zes afleveringen)
- 2019 - Chernobyl (tv-serie) (vijf afleveringen)

## Discografie

### Albums
- 1993 - Supermarkt
- 1995 - The Great Blondino
- 2001 - Jr.

### Singles
- 1993 - Here We Go
- 1993 - Down The Drain
- 1993 - Living It Up
- 1995 - Great Blondino
- 2001 - Killer